# 袁升平
袁升平（1912年12月1日—2003年8月27日），原名袁兴旺，中国人民解放军中将。获朝鲜民主主义人民共和国二级国旗勋章，1955年获二级八一勋章、一级独立自由勋章、一级解放勋章，1988年获一级红星功勋荣誉章。